# Danilo Filippov
Danilo Filippov (ryska: Данило Филиппов), död 1700, var grundare av en rysk sekt, den så kallade chlystsekten.
Pålitliga biografiska uppgifter om Filippov saknas, men enligt anhängarnas utsago förkunnade han på berget Gorodina i guvernementet Vladimir, att han var Herren Sebaot, och utfärdade, troligen 1631 12 bud för människornas frälsning, av vilka de viktigaste var: jag är Gud, undvik rusdrycker, begå ej köttslig synd, håll dessa bud hemliga, tro på den helige ande. I synnerhet det sista budet fick stor betydelse bland Filippovs anhängare. Filippov utsattes tidvis för förföljelse, men av sina anhängare dyrkades han som Gud.